# Condado de Coryell
O Condado de Coryell é um dos 254 condados do estado norte-americano do Texas. A sede do condado é Gatesville, e sua maior cidade é Gatesville.
O condado possui uma área de 2 737 km² (dos quais 13 km² estão cobertos por água), uma população de 74 978 habitantes, e uma densidade populacional de 28 hab/km² (segundo o censo nacional de 2000).
O condado foi criado em 1854.